# Jasper (Alabama)
Pour les articles homonymes, voir Jasper.
La ville de Jasper est le siège du comté de Walker, dans l’État de l’Alabama, aux États-Unis.
Selon le recensement de 2010, sa population est de 14 352 habitants, contre 14 052 habitants lors du recensement de 2000. La municipalité s'étend sur 28,55 milles carrés (73,94 km2).
La ville est fondée vers 1815 par E. G. Musgrove, qui fait don du site au comté pour y construire sa cour de justice. Nommée en l'honneur du militaire William Jasper (en), Jasper devient une municipalité en 1840.

## Démographie
| 1880 | 1890 | 1900  | 1910  | 1920  | 1930  | 1940  | 1950  |
| ---- | ---- | ----- | ----- | ----- | ----- | ----- | ----- |
| 269  | 780  | 1 661 | 2 509 | 3 246 | 5 313 | 6 847 | 8 589 |

| 1960   | 1970   | 1980   | 1990   | 2000   | 2010   | - | - |
| ------ | ------ | ------ | ------ | ------ | ------ | - | - |
| 10 799 | 10 798 | 11 894 | 13 553 | 14 052 | 14 352 | - | - |